# Grabowiec (powiat toruński)
Grabowiec – wieś w Polsce położona w województwie kujawsko-pomorskim, w powiecie toruńskim, w gminie Lubicz, około 14 km na południowy wschód od Torunia. W pobliżu znajduje się most przez Wisłę na autostradzie A1.

## Historia
Miejscowość powstała w XVI w. dzięki osadnictwu olęderskiemu. Później była zasiedlona przez ludność niemiecką wyznania ewangelickiego.
W drugiej połowie października 1906 r. w miejscowej szkole elementarnej rozpoczął się strajk części dzieci przeciwko nauczaniu religii w języku niemieckim (jego dalszy przebieg nie jest znany). Z uczestników strajku znane są nazwiska następujących dzieci: A. Cejrowski, A., J., T. Straussowie. Strajk był elementem znacznie większej akcji biernego oporu wobec pruskich władz szkolnych, która na przełomie 1906 i 1907 r. objęła ponad 460 (!) szkół w prowincji Prusy Zachodnie, czyli przedrozbiorowe Pomorze Gdańskie, Powiśle, ziemię chełmińską i ziemię lubawską oraz część Krajny. Inspiracją dla strajków pomorskich były wcześniejsze działania dzieci w prowincji wielkopolskiej, ze słynnym strajkiem we Wrześni (1901) na czele.
W okresie międzywojennym znajdowała się tutaj parafia ewangelicka, posiadająca wzniesiony w roku 1922 kościół. Przed rokiem 1945 do parafii należało ponad 1000 wiernych. Po II wojnie światowej ludność niemiecką wysiedlono.
W latach 1975–1998 miejscowość należała administracyjnie do województwa toruńskiego.
W kwietniu 2005 jedną z ulic w Grabowcu nazwano imieniem Obi-Wana Kenobiego, postaci z filmowego cyklu Gwiezdne wojny.
Według danych urzędu gminy (XII 2016 r.) wieś liczyła 784 mieszkańców.

## Zabytki
- ruiny młyna wodnego
- poewangelicki kościół filialny pw. Chrystusa Króla z 1922[7]

## Galeria

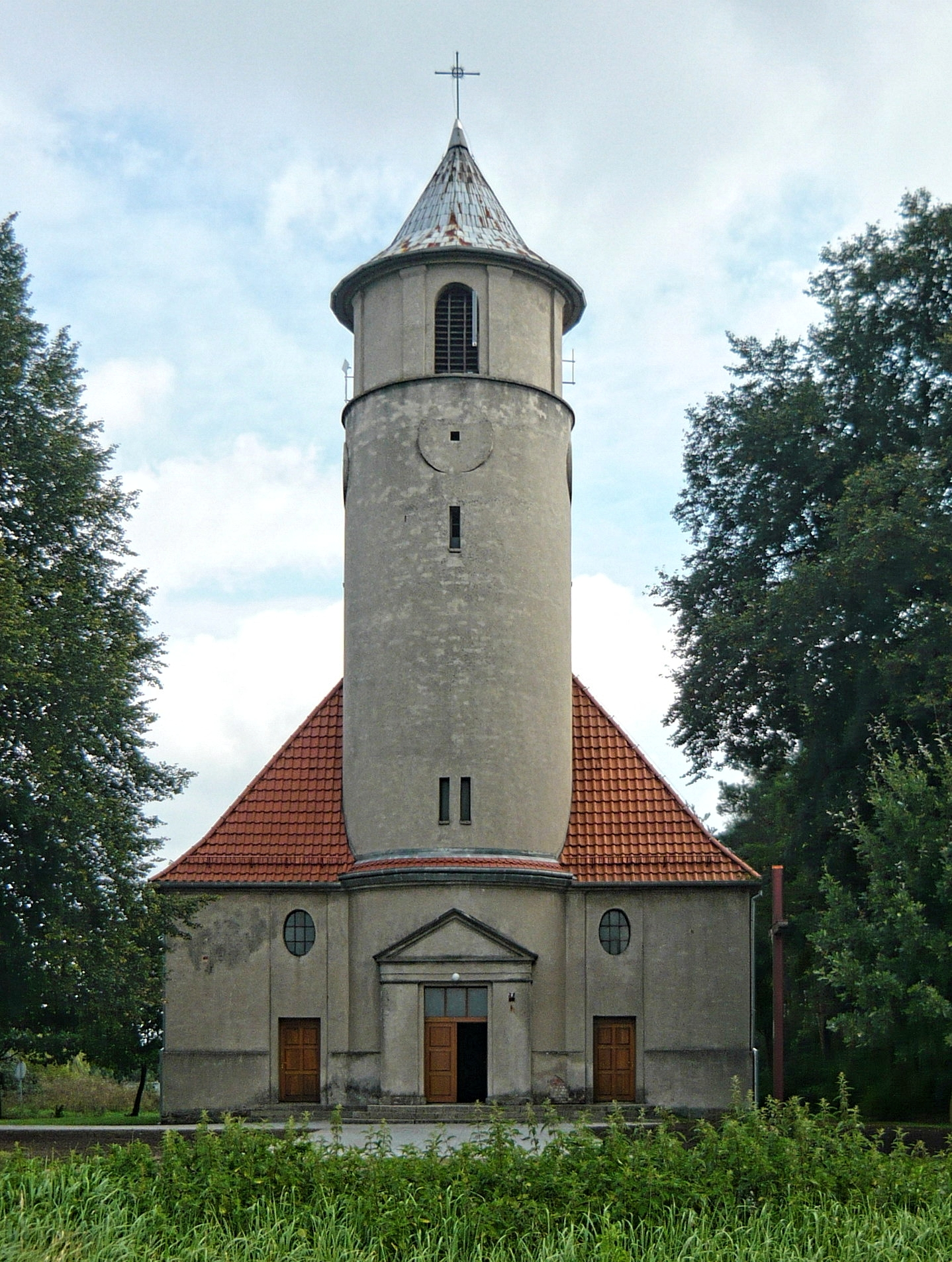
Kościół Chrystusa Króla w Grabowcu
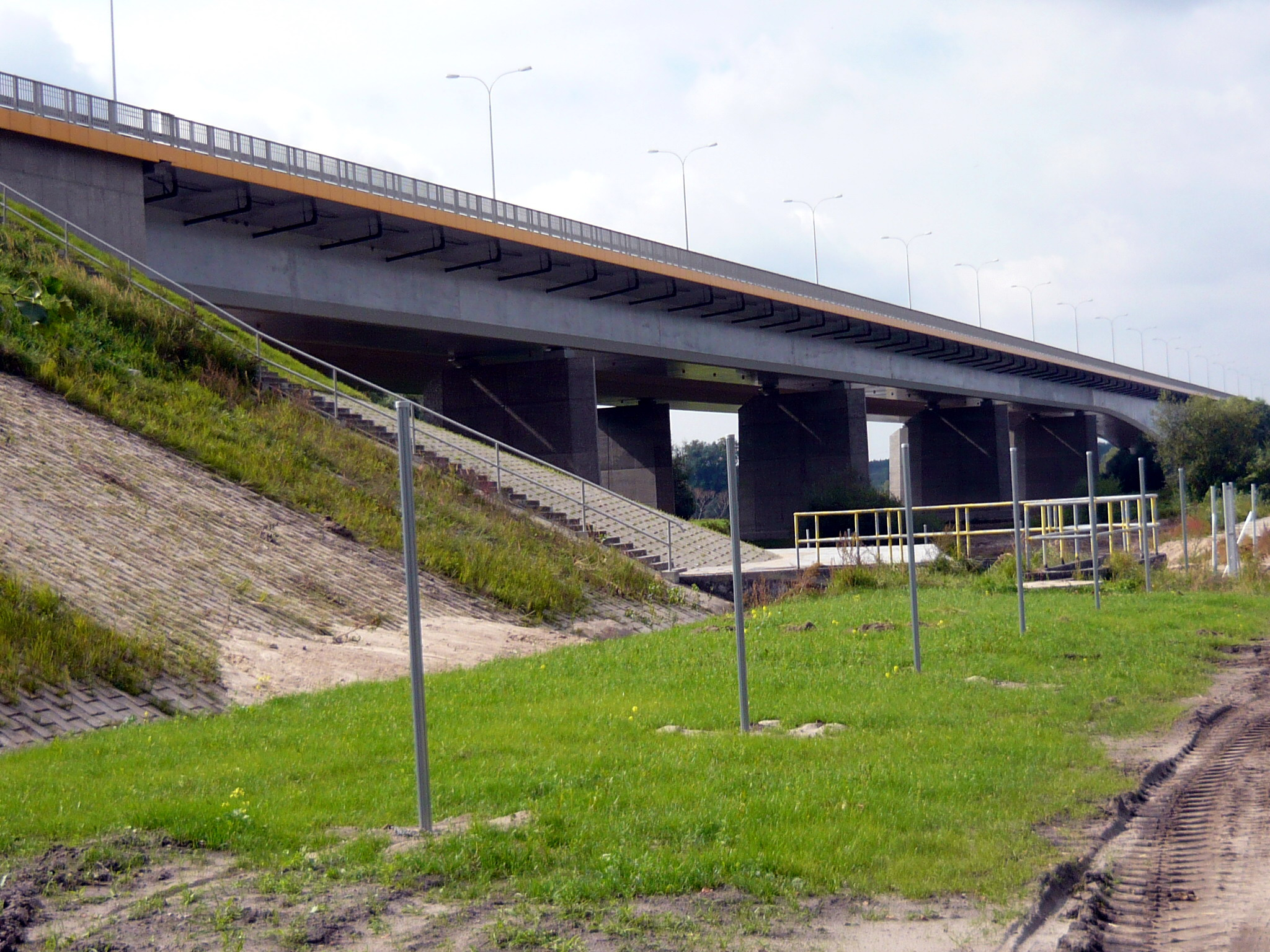
Most na autostradzie A1
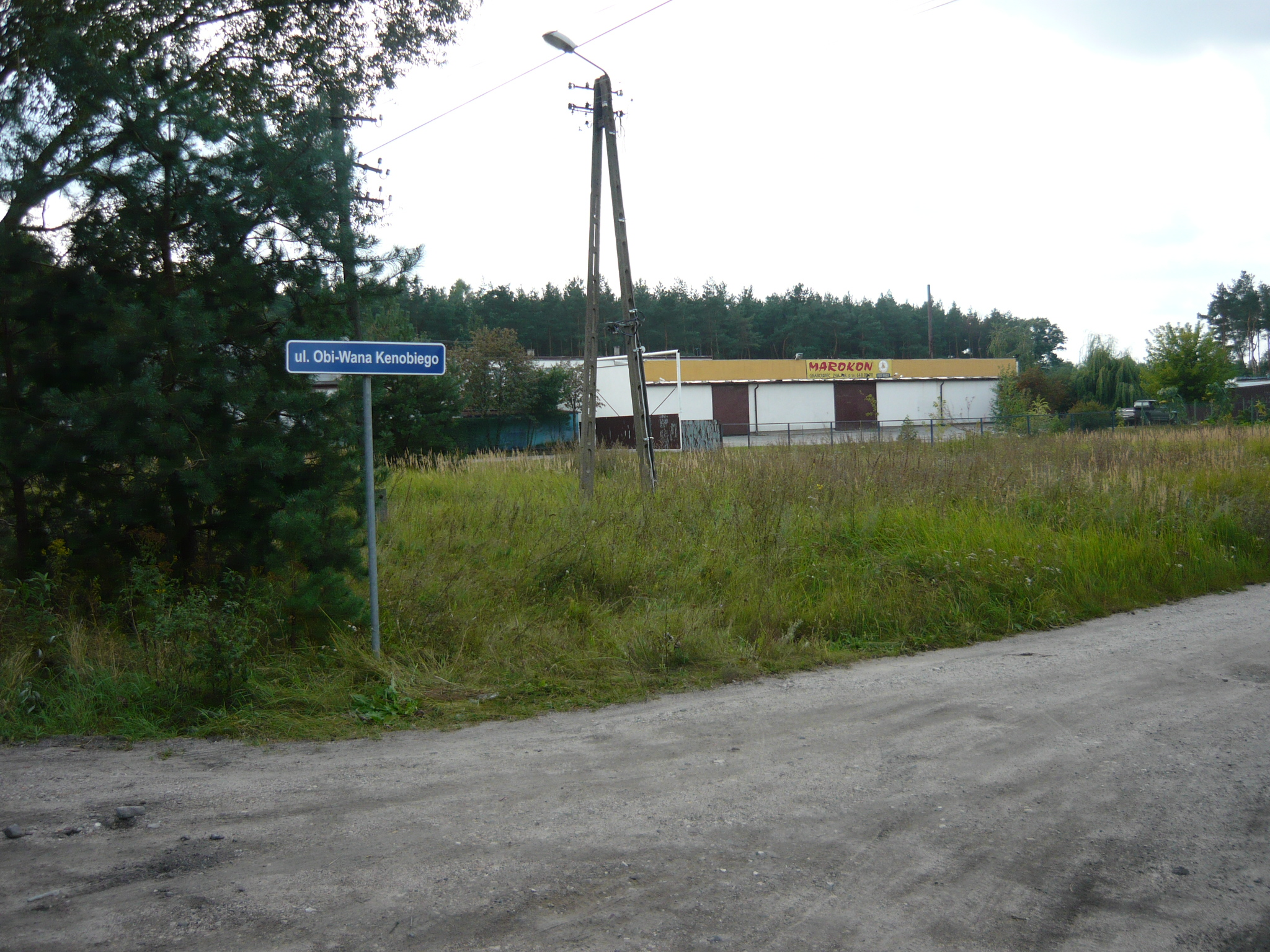
Ulica Obi-Wana Kenobiego